# Семёнова, Ольга Юлиановна
О́льга Юлиа́новна Семёнова (род. 2 февраля 1967, Москва, СССР) — российская писательница, сценаристка, публицистка и прозаик, общественная деятельница, журналистка, актриса, представительница Российского детского фонда в ООН, член Союза писателей России, член Союза журналистов Москвы.
Младшая дочь писателя Юлиана Семёнова и Екатерины Сергеевны Семёновой (родной дочери Натальи Кончаловской, приёмной дочери Сергея Михалкова). Возглавляет Культурный Фонд Юлиана Семёнова, оказывающего помощь православным детским домам России за счёт средств, получаемых от публикаций книг Юлиана Семёнова. На сайте фонда публикует, помимо всего прочего, неизвестные стихи отца. Является соучредителем ежегодной Премии имени Юлиана Семёнова в области экстремальной геополитической журналистики.

## Биография

### Образование
- В 1988 году окончила театральное училище им. Щукина.

### Писательская карьера
С 1982 года публиковалась в журнале «Огонёк», газетах «Московский комсомолец», «Крымская правда», «Совершенно секретно».
В 1998—2000 годах сотрудничала с журналом «Femme magazine» (Ливан).
В 2000 году открыла для бесплатных посещений дом-музей писателя Юлиана Семёнова под Ялтой (Мухалатка). В одном из интервью рассказывала:
В конце 90-х годов почитатели папиного таланта забредали в Мухалатку и отрывали на память о любимом писателе листики дикого винограда. Дом стоял опустевший, но всё в нём говорило о папе… Тогда мы и стали впускать первых посетителей… Вход разумеется бесплатный… Ведь Юлиан Семёнов никогда не был сребролюбив и одним из первых занялся в России благотворительной деятельностью: перечислял свои гонорары в Детский фонд, Фонд мира, ребятам-афганцам и жертвам сталинских репрессий, помогал благоустройству Пушкинского и Чеховского музеев в Гурзуфе. В основанной им газете «Совершенно секретно» получал символическую зарплату — один рубль в год. 
В 2006 году написала книгу «Юлиан Семёнов» (для серии ЖЗЛ) издательства «Молодая гвардия». В 2007 году написала книгу «Париж» для серии «Великие города и музеи мира» издательства «Вече». Юлиан Семёнов в письме Кончаловской отмечал писательский дар дочери:
Очень прошу тебя всячески поддерживать в Ольге тягу к сочинительству. Поверь, я её чувствую точно, и себя в ней вижу...
В 2008 году стала составителем двухтомника «Неизвестный Юлиан Семенов», объединившего архивные материалы писателя (издательство «Вече») и одним из авторов сборника «Бабушка, grand-mère, grandmother…» издательства «Этерна». Об этом издании в одном из интервью рассказывала:
В первый том — вошли письма, дневники и путевые заметки Юлиана Семёнова, а также воспоминания его друзей и близких. Вторая книга — это неопубликованные и малоизвестные произведения отца.
В 2010 году написала книгу «Повседневная жизнь современного Парижа» для серии «Повседневная жизнь человечества» издательства «Молодая гвардия».
11 октября 2016 года презентовала первую книгу своего отца Юлиана Семёнова «Дипломатический агент», написанную в 1958 году. Книга стала первым отдельным изданием за пятьдесят лет. Презентация прошла в Москве в торговом доме «Библио-Глобус» на Мясницкой.
В 2017 году в издательстве «Вече» издана книга Семеновой О. Ю. «Париж. История Великого города». Эта книга о Париже, о его истории и повседневности, королях и архитекторах, революционерах и художниках. Мы увидим, как возник и чем жил город во времена античности, средневековья, что происходило в Париже в годы Столетней войны, Великой французской революции и немецкой оккупации. Не менее интересен рассказ о жизни и нравах современной столицы Франции.
Отдельная глава посвящена «русскому следу» в Париже — о судьбах русских эмигрантов и их потомков, о блестящих гастролях «Русских сезонов» и давних культурных связях Франции и России..
В 2019 году выпустила во Франции книгу отца под названием «Красный разведчик» с предисловием Захара Прилепина с «небывалым успехом».

## Семья
Прапрадед — Василий Иванович Суриков (1848—1916), русский живописец.
Прадед — Пётр Кончаловский (1876—1956), русский и советский живописец.
Бабушка — Наталья Кончаловская (1903—1988), русская и советская детская писательница.
Отец — Юлиан Семёнов (1931—1993), русский и советский писатель, сценарист, педагог и журналист.
Мать — Екатерина Сергеевна Семёнова (дев. Михалкова-Кончаловская) (1931—2019), дочь Натальи Кончаловской от первого брака, падчерица Сергея Михалкова.
Сестра — Дарья Юлиановна Семёнова (род. 1958), художница.
Муж — Надим Брайди, французский гражданин ливанского происхождения. В 1993 году Семёнова уехала к мужу во Францию; жила во Франции и Ливане. Дочь — Алиса Брайди (род. 1990), сын — Юлиан Брайди (род. 1995).

## Роли в кино
- В 1985 году снялась в роли Киры Королёвой в сериале «Противостояние» режиссёра С. Д. Арановича[24].
- В 1988 году снялась в роли Джули, подруга Люси в сериале «Большая игра» режиссёра С. Д. Арановича[25].

- В сериале «Исаев» (2009) сыграла роль большевички Марии Игнатьевны Козловской[26].
- В «Новой энциклопедии кино» и ряде других сетевых источников ошибочно указано, что Ольга играла в фильмах «Звонят, откройте дверь» (1966) и «Дубравка» (1967), хотя на самом деле в этих лентах участвовала её тёзка-однофамилица: Ольга Юлиановна во время создания этих фильмов ещё не успела родиться.
- «Ночевала тучка золотая» 1989 (режиссёр Суламбек Мамилов) — работник консервного завода
- «Лицом к лицу» 1986 (режиссёр Анатолий Бобровский) — Пат
- «Зойкина квартира» 1988 (режиссёр Г. Черняховский)[27] — Манюшка
- В 2011 году приняла с сыном Юлианом участие в документальном проекте Алевтины Толкуновой для канала Россия «Рассказы об отце. Юлиан Семенов глазами дочери».[28]